# Młynówka (Cieszyn)
Młynówka – sztuczny kanał wodny w Cieszynie.

## Położenie
Młynówka nie posiada własnej zlewni. Pobór wody następuje z rzeki Olzy oraz z potoku Puńcówka. Kanał ma długość 3,69 km i szerokość od 2 do 11 m. Brzegi cieku posiadają sztuczne umocnienia z kamienia, betonu lub drewniane palisady. Zaraz za śluzą wpustową kanał rozgałęzia się na dwie odnogi: wschodnią i zachodnią. Na właściwej odnodze zachodniej istnieje zalew kajakowy. Przy wschodniej odnodze działała w latach 1862-1920 elektrownia wodna. Oba kanały łączą się, wpadając do Puńcówki na ok. 770 m mierząc od początkowej śluzy wpustowej. Następnie przez ok. 280 m potok i kanał mają wspólne koryto. Od śluzy wpustowej na Puńcówce Młynówka płynie wzdłuż ul. Przykopa, okrąża cieszyńską Górę Zamkową i uchodzi do Bobrówki.

## Historia
Istnienie fosy wokół Wzgórza Zamkowego w Cieszynie zarejestrowano na rysunkach wojskowych z 1647 r. Ciek przypominający bieg dzisiejszej Młynówki uwidoczniony został na planie miasta z 1773. Dokumenty mówią o książęcym młynie prochowym znajdującym się pod zamkiem oraz o miejskim młynie zbożowym, które funkcjonowały nad Młynówką w 1. połowie XVI wieku za Wacława III Adama. Wodę z cieku od XVI wieku wykorzystywali osiedlający się wzdłuż kanału rzemieślnicy. W późniejszych czasach na Młynówce funkcjonowały elektrownie wodne: w Błogocicach oraz przy dawnym młynie miejskim. Po II wojnie światowej nad Młynówką istniały Zakłady Przemysłu Dziewiarskiego „Juwenia”. Pod koniec XX wieku Młynówka straciła swe znaczenie gospodarcze. Wzdłuż jej biegu znajdują się obecnie zabytkowe budowle, zwłaszcza w rejonie tzw. Cieszyńskiej Wenecji.

## Walory przyrodnicze
Początkowa wschodnia odnoga kanału graniczy z rezerwatem przyrody „Lasek Miejski nad Olzą”. Koryto Młynówki stanowi na pewnym odcinku zachodnią granicę rezerwatu przyrody „Lasek Miejski nad Puńcówką”.
Nad Młynówką w północnej części rezerwatu „Lasek Miejski nad Olzą” znajduje się płat jaworzyny górskiej z miesiącznicą trwałą. Do rosnących nad młynówką gatunków podlegających ochronie należą: cieszynianka wiosenna, obrazki alpejskie, bluszcz pospolity, śnieżyczka przebiśnieg, parzydło leśne, listera jajowata, kruszczyk szerokolistny, konwalia majowa, kopytnik pospolity, kalina koralowa czy czosnek niedźwiedzi. Z ornitologicznego punktu widzenia spotyka się przedstawicieli takich gatunków, jak: grzywacz, puszczyk, dzięcioł duży, pliszka siwa, rudzik, kos, śpiewak, kwiczoł, kapturka, świstunka leśna, pierwiosnek, bogatka, sójka, zięba, dzwoniec, pluszcz.